# Szahr-e Babak
Szahr-e Babak (pers. شهربابك) – miasto w południowym Iranie, w ostanie Kerman. W 2006 roku miasto liczyło 33 916 mieszkańców w 10 401 rodzinach.